# 終將成為妳
《終將成為妳》是仲谷鳰的日本漫畫。作者榮獲第21回電擊漫畫大賞金賞，本作是作者自出道以來第一部連載漫畫作品。第1冊發售後立即再版，在2019年11月最终卷的第8卷發售时，系列累计发行量已经超过100万部。
2015年於《月刊Comic電擊大王》（KADOKAWA）連載。故事以「遠見東高中」為舞台，主軸為不會對他人產生特殊好感與因自我厭惡不會接受別人善意的兩位少女之間的故事。
2018年4月26日宣佈改編同名電視動畫。2019年1月26日宣布改编同名舞台剧。

## 故事大綱
小糸侑憧憬少女漫畫中的愛情，但某天因為同班三年的男生朋友的初次告白，卻因沒有那種特別的悸動而躊躇不決。在侑高中入學後的某天，於前往學生會室的途中意外見到燈子婉拒他者告白，發現燈子因沒有心動的感覺而拒絕告白，這也讓侑決定向燈子詢問到底該如何拒絕那位男生。詢問之後，侑理解自己了躊躇的原因，在燈子的加持下拒絕了該男生，同時燈子卻發現自己對侑心動，突如其來向侑告白。
在燈子的請求下侑成為了燈子的選舉負責人，並在助選演說上表示自己想加入學生會成為燈子的助力。燈子當選後，侑成為學生會幹部。在學生會室時，燈子提議要讓學生會在文化祭時表演的舞台劇傳統復活，會中止舞台劇的原因是燈子的姐姐（曾是學生會長）在七年前發生車禍導致其死亡而中止。雖然一開始並沒有受到侑的支持，但經過了多次商討終於被侑給接受。
侑則請託其想當作家的友人叶曆為劇本執筆。暑假時全體學生會成員外宿集訓來練習戲劇。在集訓中指導的老師-市之谷（曾是學生會幹部，認識燈子的姐姐）指出燈子與其姐姐並不相像。這使得自姐姐死亡以來就一直努力模仿姐姐的燈子因此大為動搖。侑為了讓燈子不再這麼累的生活下去，與小曆一同修改了劇本的內容，不過也因此讓兩人之間的關係降溫。所幸在後來兩人將話給講開，燈子也稍微打開了心結並且更加願意去相信侑為她所做的一切。
侑在幫助燈子的過程中漸漸有心動的感覺，無法壓抑，最後決定向燈子坦白自己打破了當初「不會喜歡上燈子學姐」的約定。燈子不知如何是好，兩人因此疏離。在2年級生的修學期間，佐伯向燈子告白，但燈子無法答應，並意識起自己對侑的真心。燈子約侑在學生會辦見面，兩人確認了真心，發展成真正情投意合的戀人關係，並在燈子演完戲不久後在她家發生性行为。幾年後，侑與燈子持續交往，並接納彼此在選擇出路時的決定。侑的手上套著戒指，兩人在星空下攜手邁向今後的人生。

## 登場人物

### 遠見東高中

#### 學生會
小糸侑
配音：高田忧希／金元壽子（漫画宣传片）
演員：河内美里
本作主角。高中1年級，学生会的成员。入学时因为老師的建議去參觀了學生會，並在那結識了燈子等人。性格開朗，但也有怕麻煩的一面。
老家外婆經營一家「藤代書店」，燈子、沙彌香也經常光顧。
沒有談過戀愛，對誰都不會抱有「特殊」的情感。把這件事傾訴給燈子後，在回家的路上被燈子奪走了初吻。即使如此也沒有燈子抱有特殊的感情，本想拒絕了燈子的告白，但對方以「不要喜歡我」作為條件繼續接受她的好意。雖然侑在比誰都更接近燈子的時間中內心開始發生改變，但為了與燈子的約定於是決定隱藏自己的真心與燈子交際。
雖然在最初的時候被燈子佔有主導權的場合很多，但從故事中盤開始主動誘勸燈子的場合也在逐漸增加，到故事終盤則是侑對燈子掌握主導權。
在作品中，稱呼燈子幾乎都是叫「七海先輩」，正式開始交際時雖然是用「燈子先輩」和敬語稱呼對方，但在最終話時改用「燈子」，也不再使用敬語。
在學生會會劇中出演護士。最初的劇本中只是配角，但在侑和曆修改劇本後，變成了需要改變主人公（燈子）想法的要角。和把自己跟劇中主人公重疊的燈子一樣，侑也把自己與劇中的戀人重疊，最終在這樣下去可能和燈子的關係就要結束的焦慮感驅使下和燈子告白了。
在最終話中成為大學生並解下了自己高中時代的辮子。和燈子還在繼續交往這件事沒有給除姊姊以外的家人說明。做出選擇很困難這件事上還是沒有改變，升學與就職相關的煩惱會與燈子商量。
七海燈子
配音：壽美菜子
演員：小泉萌香
本作女主角，高中2年級，生日為2月19日。身長163厘米。在1年級時就加入學生會工作，成為2年級生後便當選學生會長。是一個人美且文武雙全的才女。和侑雖然是前輩與後輩的關係，但是兩人是同年出生，燈子比侑早兩個月出生而已，在最終話兩人都是16歲。
家人有雙親和在七年前當時是遠見東學生會長因事故而去世的姐姐澪。本來是內向膽小的性格所以經常藏在姐姐身後，在澪死後，因為被身邊的人寄予強烈的期待，決定作為澪的代替而努力。實際的燈子和在學校展示的別人看的燈子有相當大的差異，作品中知道此事的除了雙親以外本只沙弥香一人，但在和侑兩人親密獨處時對侑展示了原本的自我。
是一個不論是隱藏起來的自我還是展示給別人看的自我都厭惡、無法自我肯定的少女，在侑說了那樣的自己「無法讓自己喜歡」後逐漸被這特別的思緒吸引。雖然最初固執地拒絕了侑的勸說繼續演著姊姊的姿態，但在和侑交往及學生會會劇成功的影響下變得會展現自己本來普通平凡的生活，身邊的人也接受了原本的燈子。
在學生會會劇中出演失憶的主人公。因為出演這齣劇讓燈子第一次認識到自身被評價的感覺而感動到流淚。在這之後被市民劇團的演出家留意，意識到自己不是作為姊姊而是作為自己本身向著演員的目標邁進。
最終話中成為大學生離開父母獨自生活，參加大學的演劇社團另一方面作為專業的舞台演員活動著。雖然容貌沒有變化，但已不再扮演姊姊而生活。在高中時代雖然都是燈子把玩侑，但現在已被侑逆轉。
佐伯沙彌香
配音：茅野愛衣
演員：礒部花凜
2年級生，燈子的好友。成績年級第2，在學生會輔佐著燈子，之後就任副會長。對燈子抱有好感，但向灯子表白时被拒。成为大学生后与一名叫做阳的女孩交往。
和燈子結識已久，燈子想再次舉辦學生會公演的內情有一定程度的了解。
槙聖司
配音：市川太一、松田颯水（小學生）
演員：石渡真修（初演）／伊崎龍次郎（朗讀劇）／瑞野史人（encore）
1年級生。自願加入學生會，亦認為自己較適合支援他人的工作，小學時代在運動社團也都擔任經理，在國中時代也參加學生會。
在有兩個姊姊和一個妹妹環境中長大。不可思議地經常有女生與其商談煩惱，自身也非常喜愛戀愛話題。
堂島卓
配音：野上翔
演員：小田川颯依
1年級生。久瀨國中時代的社團學弟，經由久瀨的介紹加入學生會。性格開朗，在1年級生裡，唯一一個積極參與學生會公演的人。
箱崎理子
配音：中原麻衣
演員：田上真里奈
女老師。擔任學生會的副顧問。
與遠見東高中附近的咖啡廳「Echo」的女店長兒玉都（聲：森奈奈子；演：立道梨绪奈（初演）／北原侑奈（encore））交往中。

#### 其他學生
日向朱里
配音：寺崎裕香
演員：五十岚晴香（初演）／大石夏摘（encore）
侑的同班同學。為了學長而加入籃球社，在第4話向侑告知被學長以想集中精神在籃球上的理由拒絕了。
性格開朗，即使失戀也不想讓他人看見自己失落的樣子。
叶曆
配音：小原好美
演員：春咲暖
侑的同班同學。不喜歡可愛的東西，也因這個理由即使知道違反校規，穿著制服時也堅持不繫上蝴蝶結。
喜歡讀書，夢想是成為作家。平時情緒起伏低，一旦提到喜歡的作家情緒便會高漲。
吉田愛果（聲：芳野由奈）
2年級生，燈子和沙彌香的同班同學。一起去校外教學。
五十嵐綠（聲：櫻井浩美）
2年級生，燈子和沙彌香的同班同學。一起去校外教學。

## 出版書籍

### 漫畫
單行本
| 冊數 | KADOKAWA       | KADOKAWA               | 台灣角川      | 台灣角川               |
| 冊數 | 發售日期       | ISBN                   | 發售日期      | ISBN                   |
| ---- | -------------- | ---------------------- | ------------- | ---------------------- |
| 1    | 2015年10月27日 | ISBN 978-4-04-865432-6 | 2016年8月29日 | ISBN 978-986-473-265-4 |
| 2    | 2016年4月27日  | ISBN 978-4-04-865875-1 | 2017年3月16日 | ISBN 978-986-473-578-5 |
| 3    | 2016年11月26日 | ISBN 978-4-04-892431-3 | 2017年7月20日 | ISBN 978-986-473-817-5 |
| 4    | 2017年6月26日  | ISBN 978-4-04-892919-6 | 2018年1月17日 | ISBN 978-957-853-180-2 |
| 5    | 2018年1月27日  | ISBN 978-4-04-893541-8 | 2018年10月8日 | ISBN 978-957-564-493-2 |
| 6    | 2018年9月27日  | ISBN 978-4-04-107153-3 | 2019年5月16日 | ISBN 978-957-564-938-8 |
| 7    | 2019年4月26日  | ISBN 978-4-04-912493-4 | 2020年1月31日 | ISBN 978-957-743-493-7 |
| 8    | 2019年11月27日 | ISBN 978-4-04-912869-7 | 2020年7月30日 | ISBN 978-957-743-842-3 |

官方漫畫精選集
| 冊數 | KADOKAWA       | KADOKAWA               | 台灣角川      | 台灣角川               |
| 冊數 | 發售日期       | ISBN                   | 發售日期      | ISBN                   |
| ---- | -------------- | ---------------------- | ------------- | ---------------------- |
| 1    | 2018年12月25日 | ISBN 978-4-04-912238-1 | 2020年1月9日  | ISBN 978-957-743-494-4 |
| 2    | 2020年3月26日  | ISBN 978-4-04-913113-0 | 2021年1月11日 | ISBN 978-986-524-168-1 |

### 小說
小說版《終將成為妳 關於佐伯沙彌香》由入間人間負責執筆，佐伯沙彌香擔任主角。〈電擊文庫〉
| 冊數 | KADOKAWA       | KADOKAWA               | 台灣角川      | 台灣角川               |
| 冊數 | 發售日期       | ISBN                   | 發售日期      | ISBN                   |
| ---- | -------------- | ---------------------- | ------------- | ---------------------- |
| 1    | 2018年11月10日 | ISBN 978-4-04-912165-0 | 2020年1月22日 | ISBN 978-957-743-506-4 |
| 2    | 2019年5月10日  | ISBN 978-4-04-912518-4 | 2020年9月7日  | ISBN 978-957-743-968-0 |
| 3    | 2020年3月10日  | ISBN 978-4-04-913129-1 | 2021年3月17日 | ISBN 978-986-524-290-9 |

## 電視动画
于2018年10月播放。

### 制作人员
- 原作：仲谷鳰（《月刊Comic電擊大王》連載）
- 监督：加藤诚
- 系列构成：花田十辉
- 角色设计、總作畫監督：合田浩章
- 色彩設計：篠原真理子
- 美術監督：永吉幸樹
- 美術設定：佐藤正浩
- 攝影監督：加藤友宜
- CG監督：井口光隆
- 編輯：右山章太
- 音響監督：明田川仁
- 音樂：大島滿
- 音樂製作：KADOKAWA
- 动画制作：TROYCA
- 制作：终将成为妳制作委员会

### 主題曲
片頭曲（第2話－第12話）
作詞、作曲：Bonjour鈴木，編曲：鈴木Daichi秀行，歌：安月名莉子
第1話用作片尾曲，第13話未使用
片尾曲《hectopascal》（第2話－第12話）
作詞：中村彼方，作曲：本多友紀，編曲：脇真富，歌：小糸侑（高田憂希）、七海燈子（壽美菜子）
第1話、第13話未使用

### 插曲
《rise》（第9話）
作詞：安月名莉子、RUCCA，作曲、編曲：濱田貴司，歌：安月名莉子
（第13話）
作詞、作曲、編曲：白神真志朗，歌：小糸侑（高田憂希）、七海燈子（壽美菜子）

### 各话列表
| 話數   | 日文標題   | 中文標題           | 劇本     | 分鏡          | 演出       | 作畫監督                                                   |
| ------ | ---------- | ------------------ | -------- | ------------- | ---------- | ---------------------------------------------------------- |
| 第1話  |            | 我无法触及星星     | 花田十輝 | 加藤誠        | 加藤誠     | 合田浩章                                                   |
| 第2話  |            | 發熱               | 花田十輝 | 加藤誠 渡部周 | 渡部周     | 牧野龍一                                                   |
| 第2話  | 初戀申請   |                    | 花田十輝 | 加藤誠 渡部周 | 渡部周     | 牧野龍一                                                   |
| 第3話  |            | 仍在大氣層         | 花田十輝 | 加藤誠        | 守田芸成   | 松本昌子                                                   |
| 第3話  | 喜歡我的人 |                    | 花田十輝 | 加藤誠        | 守田芸成   | 松本昌子                                                   |
| 第4話  |            | 喜歡與親吻的距離   | 花田十輝 | 中井準        | 高田昌豐   | 鈴木勇                                                     |
| 第4話  | 不是演員   |                    | 花田十輝 | 中井準        | 高田昌豐   | 鈴木勇                                                     |
| 第5話  |            | 選擇題             | 花田十輝 | 林宏樹        | 羽多野浩平 | 柏淳志、平山寬菜 室山祥子、油布京子                        |
| 第5話  | 接續選擇題 |                    | 花田十輝 | 林宏樹        | 羽多野浩平 | 柏淳志、平山寬菜 室山祥子、油布京子                        |
| 第6話  |            | 把話封閉           | 花田十輝 | 青木英        | 渡部周     | 仁井學                                                     |
| 第6話  | 用話封閉   |                    | 花田十輝 | 青木英        | 渡部周     | 仁井學                                                     |
| 第7話  |            | 到處是秘密         | 花田十輝 | 日下部智津子  | 境隼人     | 中野友貴 日下部智津子                                      |
| 第7話  | 火種       |                    | 花田十輝 | 日下部智津子  | 境隼人     | 中野友貴 日下部智津子                                      |
| 第8話  |            | 交集               | 花田十輝 | 磐田義隆      | 守田芸成   | 池田廣明 加藤里香                                          |
| 第8話  | 雨水環繞   |                    | 花田十輝 | 磐田義隆      | 守田芸成   | 池田廣明 加藤里香                                          |
| 第9話  |            | 各就各位           | 花田十輝 | 林宏樹        | 高田昌豐   | 牧野龍一、合田浩章 大橋知華                                |
| 第9話  | 聽不見槍聲 |                    | 花田十輝 | 林宏樹        | 高田昌豐   | 牧野龍一、合田浩章 大橋知華                                |
| 第10話 |            | 不完整的我         | 花田十輝 | 林宏樹        | 渡部周     | 鈴木勇、加藤里香                                           |
| 第10話 | 白天的星星 |                    | 花田十輝 | 林宏樹        | 渡部周     | 鈴木勇、加藤里香                                           |
| 第10話 | 下蜃景     |                    | 花田十輝 | 林宏樹        | 渡部周     | 鈴木勇、加藤里香                                           |
| 第11話 |            | 三角形的重心       | 花田十輝 | 磐田義隆      | 川奈可奈   | つしまゆりか、岩田幸子、 なつのはむと、瀧澤茉夕、 池田廣明 |
| 第11話 | 導火       |                    | 花田十輝 | 磐田義隆      | 川奈可奈   | つしまゆりか、岩田幸子、 なつのはむと、瀧澤茉夕、 池田廣明 |
| 第12话 |            | 回過神來已無法呼吸 | 花田十輝 | 中井准        | 渡部周     | 加藤里香                                                   |
| 第13話 |            | 到終點站           | 花田十輝 | 加藤誠        | 加藤誠     | 牧野竜一、サトウミチオ 鈴木勇、大橋知華                    |
| 第13話 | 燈台       |                    | 花田十輝 | 加藤誠        | 加藤誠     | 牧野竜一、サトウミチオ 鈴木勇、大橋知華                    |

### 播放电视台
日本深夜動畫：下文記載的日本国内播放時間使用日本標準時間（UTC+9）表示。因為部分時間标识會採用30小时制，因此請留意这类超过24:00的时间，其實際播放時間為翌日清晨。
| 播放地区 | 播放电视台  | 播放日期                | 播放时间（UTC+9）    | 所属联播网 | 备注       |
| -------- | ----------- | ----------------------- | -------------------- | ---------- | ---------- |
| 日本全国 | AT-X        | 2018年10月5日－12月28日 | 星期五 21:30 - 22:00 | CS卫星     | 有重播     |
| 东京都   | TOKYO MX    | 2018年10月5日－12月28日 | 星期五 22:30 - 23:00 |            |            |
| 京都府   | KBS京都     | 2018年10月6日－12月29日 | 星期六 0:30 - 1:00   |            |            |
| 兵库县   | SUN电视台   | 2018年10月6日－12月29日 | 星期六 0:30 - 1:00   |            |            |
| 日本全国 | BS11        | 2018年10月6日－12月29日 | 星期六 1:00 - 1:30   | BS卫星     | ANIME+时段 |
| 爱知县   | 爱知电视台  | 2018年10月6日－12月29日 | 星期六 3:05 - 3:35   |            |            |
| 福冈县   | TVQ九州放送 | 2018年10月7日－12月30日 | 星期日 2:30 - 3:00   |            |            |

### BD / DVD
| 卷數 | 發售日         | 收錄話         | 規格編號   | 規格編號   |
| 卷數 | 發售日         | 收錄話         | BD         | DVD        |
| ---- | -------------- | -------------- | ---------- | ---------- |
| 1    | 2018年12月21日 | 第1話－第3話   | ZMXZ-12661 | ZMBZ-12671 |
| 2    | 2019年1月30日  | 第4話－第6話   | ZMXZ-12662 | ZMBZ-12672 |
| 3    | 2019年2月27日  | 第7話－第9話   | ZMXZ-12663 | ZMBZ-12673 |
| 4    | 2019年3月27日  | 第10話－第13話 | ZMXZ-12664 | ZMBZ-12674 |

### 網路廣播
以《終將成為妳～我好像會喜歡上這個廣播～》為標題，2018年10月4日至2019年4月18日於音泉隔週星期四更新，全12回。主持人為高田憂希（飾演小糸侑）和壽美菜子（飾演七海燈子）。收錄了廣播第1－5回和第6－12回的CD分別於2019年1月39日和5月29日發售。

## 舞台剧

### 初演
依照原作漫画剧情改编的舞台剧于2019年5月3日至12日在东京的全劳济会馆SPACE ZERO公演，共14场。演出期间，饰演小糸侑与七海灯子的河内美里与小泉萌香连续多次的吻戏成为话题，官方统计两人在14场公演加一场彩排中共接吻90次。
同年8月，制作方在网站BOOSTER上发起了目标金额为200万日元的众筹，以筹集资金来制作两位主演河内美里与小泉萌香的水族馆约会影片，并作为舞台剧BD&DVD的附赠特典，最终筹得850万日元。BD&DVD于2019年11月14日发售，除了舞台剧本篇和上述特典以外还收录了后台花絮与After Talk，并在池袋HUMAX电影院举办了两场上映会。

#### 制作人员
- 原作：仲谷鳰
- 脚本、演出：铃木智晴（日语：鈴木智晴）（剧团东京都铃木区（日语：劇団東京都鈴木区））
- 制作、主办：Trifle Entertainment[16]

#### BD/DVD
| 標題 | 發售日         | 規格編號 | 規格編號 |
| 標題 | 發售日         | BD       | DVD      |
| ---- | -------------- | -------- | -------- |
|      | 2019年11月14日 | TE-54    | TE-55    |

### 朗讀劇
終將成為妳舞台剧原本预定于2020年10月29日至11月8日在品川王子大酒店的Club eX会场重新公演，并根据原作漫画结局修改剧情。但是，受COVID-19疫情影响，因此主办方在2020年8月23日举行直播宣布推迟本次公演。作为替代，入间人间执笔的外传小说《终将成为你 关于佐伯沙弥香》将被舞台剧班底改编为朗读剧，在原定的公演时间和场所上演。
同年11月14日，在DMM.com直播朗讀劇的重播。
BD及DVD於2021年5月1日發售。

#### 制作人员
- 小説著者：入间人间
- 漫畫原作、小説插畫：仲谷鳰
- 演出：葛木英
- 脚本：铃木智晴（日语：鈴木智晴）（剧团东京都铃木区（日语：劇団東京都鈴木区））
- 制作、主办：Trifle Entertainment[25]

#### BD/DVD
| 標題                                        | 發售日       | 規格編號 | 規格編號 |
| 標題                                        | 發售日       | BD       | DVD      |
| ------------------------------------------- | ------------ | -------- | -------- |
| 朗読劇「やがて君になる 佐伯沙弥香について」 | 2021年5月1日 | TE-1057  | TE-1058  |

### encore
原定于2020年10月，根据原作漫画结局修改剧情的重新公演，最終推遲至2022年11月25日至12月4日，於品川王子大酒店的Club eX会场演出。
BD及DVD定於2023年5月5日發售，同日將會於池袋HUMAX电影院舉辦三場發售紀念活動，與演員一同觀賞演出和特典。

#### 制作人员
- 原作：仲谷鳰
- 演出：上野友之
- 脚本：铃木智晴（日语：鈴木智晴）（剧团东京都铃木区（日语：劇団東京都鈴木区））
- 制作、主办：Trifle Entertainment[28]

## 外部連結
- 終將成為妳 | 月刊Comic電擊大王官方網站 （页面存档备份，存于）（日語）
- 《終將成為妳》特設網站 | 月刊Comic電擊大王官方網站 （页面存档备份，存于）（日語）
- 電視動畫《終將成為妳》官方網站 （页面存档备份，存于）（日語）
- 終將成為妳【官方】的X（前Twitter）（日語）
- 舞台剧《终将成为你》官方网站 （页面存档备份，存于）（日語）
- 舞台剧《终将成为你》官方的X（前Twitter）（日語）